# 羅克布拉夫 (內布拉斯加州)
羅克布拉夫（英語：Rock Bluff）是位於美國內布拉斯加州卡斯縣的鬼鎮。

## 歷史
羅克布拉夫的郵局於1857年設立，其後於1902年停運。

## 地理
羅克布拉夫所處的海拔為高於海平面305米（即1001英呎），而該地所採用的時區為UTC-6，即北美中部时区（CST）。同時該地設有夏令時間，為UTC-6調快一小時，即UTC-5（CDT）。